# Do Jong-hwan
Do Jong-hwan (en hangeul : 도종환) est un poète sud-coréen né le 27 septembre 1954 à Chongju dans la province de Chungcheong du Nord,. 

## Biographie
Do Jong-hwan est né le 27 septembre 1954 à Chongju dans la province de Chungcheongbuk-do en Corée du Sud. Il fut professeur dans le secondaire et a exercé en outre une activité de poète jusqu'à la mort de sa femme, deux ans seulement après leur mariage. Ce drame l'a conduit à écrire son recueil Toi, ma rose trémière (Jeopsi kkot dansin), un recueil de poèmes d'amour qui lui ont attiré les éloges de la critique et une célébrité immédiate. Dans le but d'améliorer l'éducation en Corée du Sud, il a travaillé comme directeur régional pour l'Union des enseignants, et a également travaillé en tant que chef de région pour l'organisation et la promotion de la démocratie en Corée du Sud. Bien qu'il ait perdu son emploi de professeur et qu'il ait été emprisonné pour ses activités, il a continué à lutter pour la justice et pour un avenir meilleur.
En 2009, le Prix Jeong Ji-yong lui est décerné pour le poème 바이올린 켜는 여자 et en 2012, le Prix Gongcho pour Adossé à un arbre (Namu-e gidae-eo).
Do Jong-hwan et 6 législateurs sud-coréens du Parti démocrate ont été critiqués pour leur visite et déclaration à l'Exposition touristique et culturelle de Chine Xizang au Tibet en juin 2023. Leur voyage ayant été payé par le gouvernement chinois, ils sont soupçonnés d'être exploités à des fins de propagande chinoise comme le rapporte le quotidien coréen JungAng. Do Jong-hwan a affirmé ne pas être au courant de l'opinion publique négative entourant leur visite et a refusé de commenter l'absence de pays occidentaux. À son retour, Do est apparu dans une émission de radio où il a minimisé la question des violations des droits de l'homme au Tibet, les considérant comme des événements qui se sont produits il y a plus de 70 ans. Ces déclarations et celles de son collègue législateur Min Byoung-dug, membre de la délégation au Tibet, ont été critiques par l'Ordre Jogye du bouddhisme coréen.

## Œuvre
La plupart des récits de Do Jong-hwan sont composés comme des hommages plus ou moins directs à sa femme décédée dont la pureté et la beauté lui rappelaient l'image des roses trémières, des fleurs qui rendent palpable la douleur du poète face à la perte soudaine de sa femme et sa nostalgie intense du bonheur qu'il partageait avec elle. On trouve ainsi dans ses poèmes : quand il lui tourne le dos « laissant une chanson de sa tombe », elle le suit à la maison « dans les pleurs des insectes sans nom » ; quand il rentre chez lui « en laissant une larme sur sa tombe », elle devient « la pluie qui s'infiltre dans le noyau de (son) corps ». Afin de surmonter son angoisse et son désespoir, le poète tente d'embrasser le monde avec une nouvelle perspective. Grâce à cette souffrance, il se rend compte que la vie doit malgré tout continuer, même si elle est peut-être parfois plus douloureuse que la mort.
Do a également écrit sur la question de la partition de la Corée, illustrant les difficultés vécues par un seul peuple dans un pays divisé. Do envisage de nouvelles possibilités pour l'unification de la Corée du Nord et Corée du Sud à travers ses poèmes. 